# 第一号型掃海艇
| 第一号型掃海艇 | 第一号型掃海艇 |
| -------------- | --- |
| 第3号掃海艇    | |
| 艦級概観       | |
| 艦種           | 掃海艇 |
| 艦名           | |
| 前級           | - |
| 次級           | 第五号型掃海艇 |
| 要目（竣工時） | |
| 排水量         | 基準：600トン 公試：702トン |
| 全長           | 76.20m |
| 全幅           | 8.03m |
| 吃水           | 2.29m |
| 機関           | ロ号艦本式缶（石炭専焼）2基 直立3気筒3段膨張レシプロ2基 2軸、4,000馬力                                                                              |
| 速力           | 20.0ノット |
| 航続距離       | 12ノットで2,000海里 |
| 燃料           | 石炭：150トン |
| 乗員           | 97名 |
| 兵装           | 45口径三年式12cm砲 2門 40口径三年式8cm高角砲 単装1門 九一式爆雷投射機2基 爆雷投下台6基 爆雷18個 対艦式大掃海具2型 単艦式大掃海具3型、または機雷50個 |
| 同型艇         | 4隻 |

第一号型掃海艇（だいいちごうがたそうかいてい）は、日本海軍の掃海艇。同型艇4隻。海軍省が定めた艦艇類別等級別表では、第一号掃海艇から第六号掃海艇までを第一号型として分類している。

## 概要
日本海軍での初めて専用に設計された掃海艇。それまでは老朽化した駆逐艦を掃海艇に当てていた。1920年（大正9年）の八八艦隊案で6隻の建造が予定されていたが3隻（第1,2,3号）起工の時点でワシントン軍縮条約が締結され残り3隻は一旦起工を中止、1923年（大正12年）度に改めて予算を獲得し残りの3隻が建造された。最後の2隻は若干設計が改められ、第五号型掃海艇として竣工した。
日本海軍では掃海艇に対して艦隊に随伴して前路を掃海する任務を想定しており、敵艦との遭遇を考え他国の掃海艇より兵装が強力だった。また機雷も搭載でき、より多目的な艦で艦型も小型の駆逐艦の様子を呈していた。
竣工後の変遷は、竣工時には第1煙突と第2煙突の高さは同じだったが直後に第1煙突の高さを延長した。友鶴事件の後は本型も改善工事を受けている。1938年（昭和13年）ころに8cm高角砲は撤去され、同じ頃1番砲に盾が装備された。
太平洋戦争には4隻とも参加、掃海の他、船団護衛の任務にも従事した。大戦後半になり機銃の増備等を実施する。第1号の例では1番砲を撤去し25mm連装機銃1基を装備、同単装機銃3挺を増備、13号電探を艦橋トップに装備、爆雷投下軌条の設置などの改装がなされている。第4号には22号電探が装備されたと推定される。
本型4隻のうち大戦中に3隻が沈没、第4号のみがシンガポールで残存した。

## 同型艇

### 第一号掃海艇
1923年6月30日竣工（播磨造船所）。竣工時艇名は「第一掃海艇」。1924年4月24日、「第一号掃海艇」に改称。1945年8月10日航空機の攻撃を受け沈没（岩手県山田港沖）。

### 第二号掃海艇
1923年6月30日竣工（三井造船）。竣工時艇名は「第二掃海艇」。1924年4月24日、「第二号掃海艇」に改称。1942年3月1日バタビア沖海戦で味方魚雷が命中し沈没（パンジャム島）。

### 第三号掃海艇
1923年6月30日竣工（大阪鉄工所）。竣工時艇名は「第三掃海艇」。1924年4月24日、「第三号掃海艇」に改称。1945年4月9日米潜「パーチー」の雷撃を受け沈没（岩手県大船渡湾口）

### 第四号掃海艇
1925年4月29日竣工（佐世保海軍工廠）。シンガポールで終戦、1946年7月11日シンガポール沖で海没処分。